# Culloden (Virgínia Ocidental)
Culloden é uma Região censo-designada localizada no estado norte-americano de Virgínia Ocidental, no Condado de Cabell e Condado de Putnam.

## Demografia
Segundo o censo norte-americano de 2000, a sua população era de 2940 habitantes.

## Geografia
De acordo com o United States Census Bureau tem uma área de
9,6 km², dos quais 9,6 km² cobertos por terra e 0,0 km² cobertos por água.

## Localidades na vizinhança
O diagrama seguinte representa as localidades num raio de 20 km ao redor de Culloden.